# Hypareva pogonoda
Hypareva pogonoda är en fjärilsart som beskrevs av George Francis Hampson 1900. Hypareva pogonoda ingår i släktet Hypareva och familjen björnspinnare. Inga underarter finns listade i Catalogue of Life.